# Muurschildering

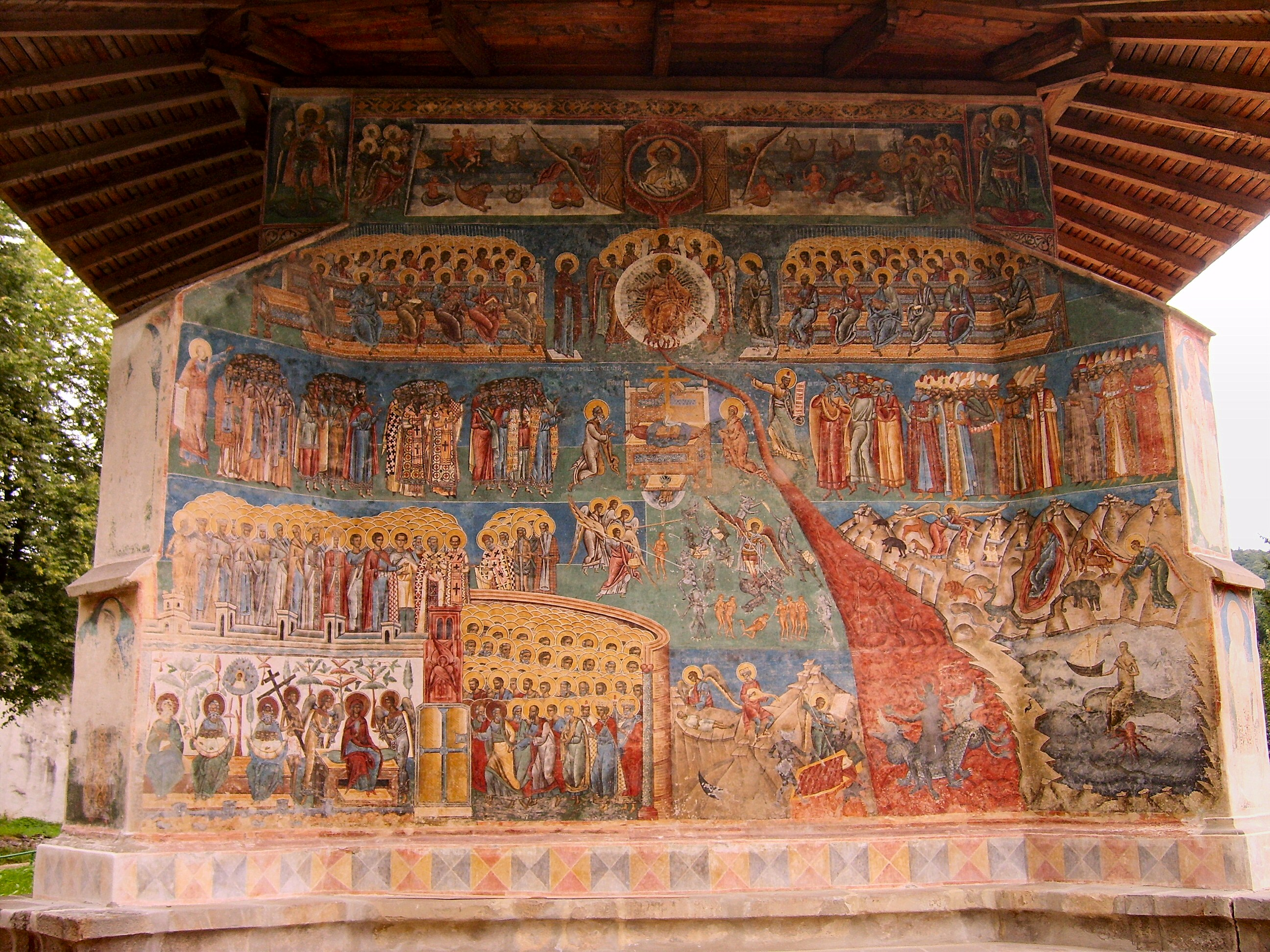
Het Laatste Oordeel op een buitenmuur van het Voronețklooster in Roemenië

Vredesduif van Banksy in Bethlehem

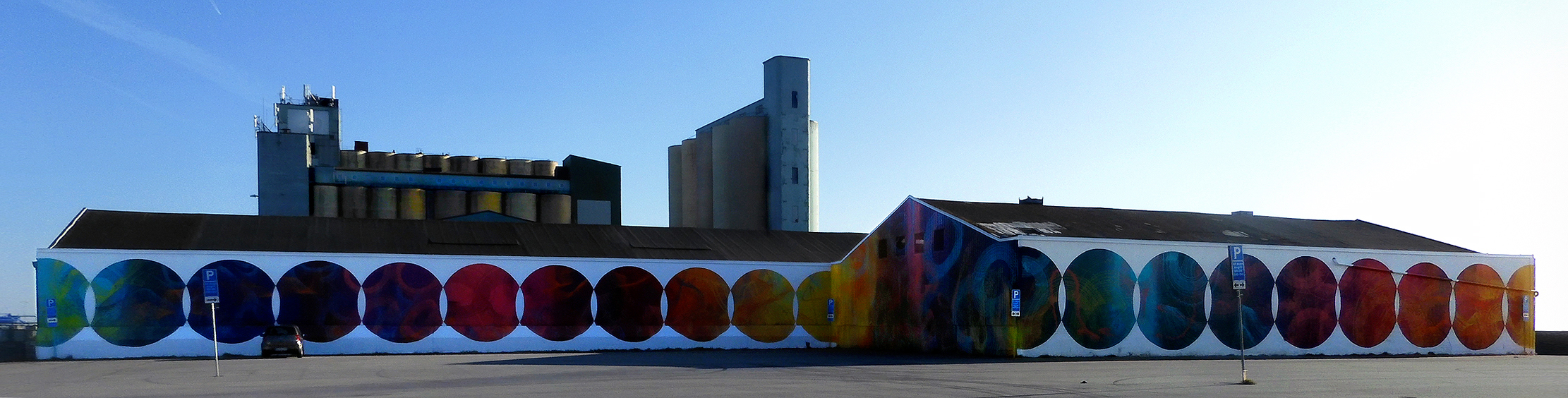
Een negentig meter lange muurschildering in de haven van het Zweedse Ystad (2004)

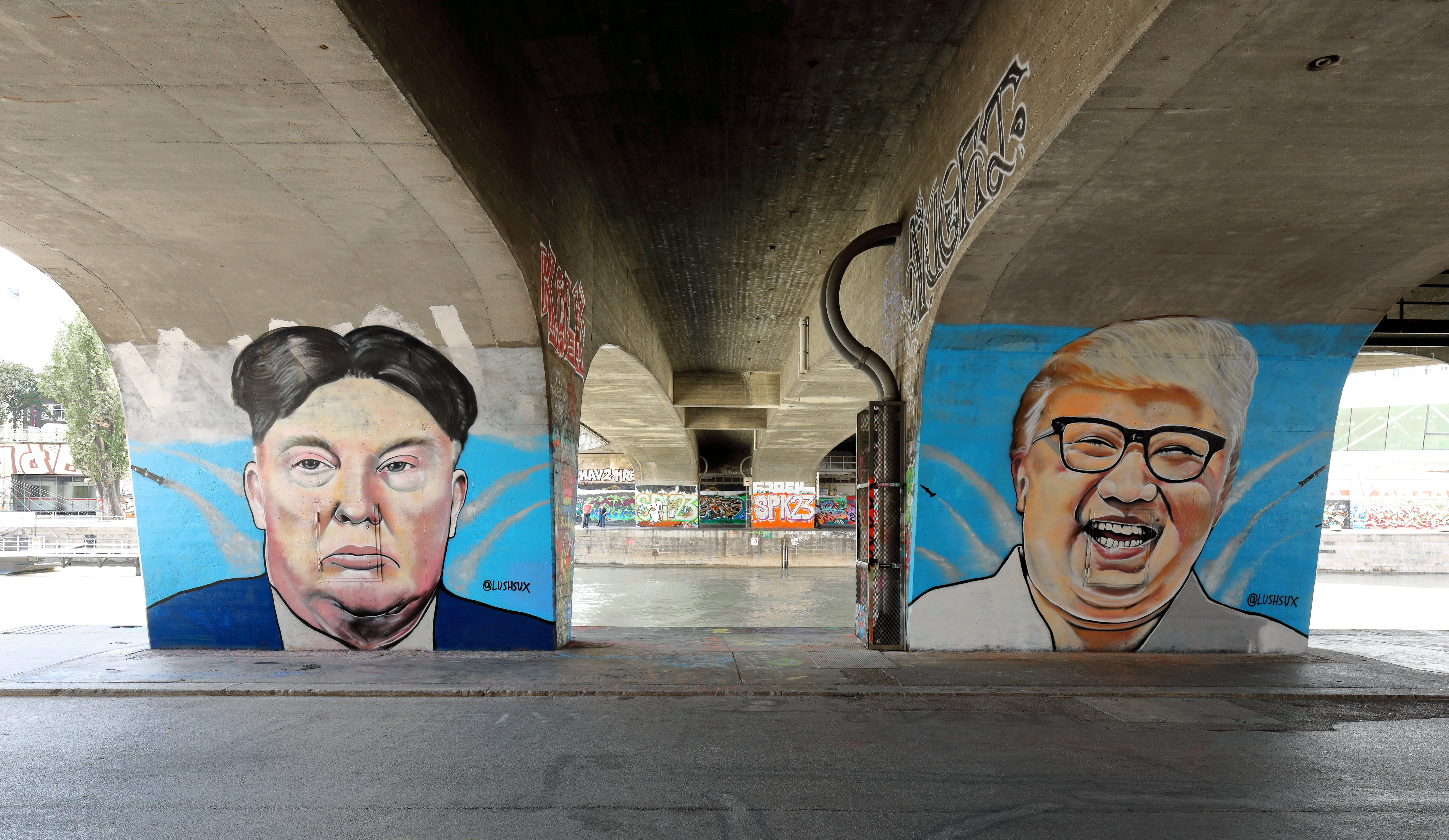
Donald Trump en Kim Jong-un onder een viaduct in Wenen (2017)

Een muurschildering is een voorstelling in verf of andere kleurmiddelen op een muur.

## Geschiedenis

### Oudheid
De muurschilderingen zijn al bekend van prehistorische culturen, die geen schrift kenden. De oudste Egyptische muurschilderingen waren in secco. Van de Egyptenaren zijn tevens de eerste plafondschilderingen bekend. De Romeinen ontwikkelden de frescotechniek die eeuwen de standaard zou vormen voor het verluchtigen van wanden. Fresco is een techniek op waterbasis. De dragende pleisterlaag lost op in de regen. Daarom zijn fresco's alleen te vinden op binnenmuren.
Ook graffiti is van oorsprong een begrip uit het Latijn, waarmee de Romeinen cultuuruitingen in de openbare ruimte uitdrukten. Dit waren in steen gekraste pictorale en tekstuele boodschappen.

### Renaissance
Na de ontdekking van het lijnperspectief kwam het trompe-l'oeil tot bloei. De Romeinen experimenteerden met het opwekken van illusies door onechte ramen en deuren te schilderen, maar de kunstenaars van de renaissance leerden ook hoe ze diepte konden suggereren waar die ontbrak. De 'witjes' van Jacob de Wit (1695-1754) in het Paleis op de Dam zijn een voorbeeld van de schijnruimte die gewekt kan worden met niets dan tinten grijs.
Tot de opkomst van behang aan het eind van de renaissance waren wandtapijten en wandschilderingen veelgebruikte methoden om binnenruimtes te verfraaien.

### 20e eeuw
Aan het begin van de 20e eeuw ontwikkelde zich in Mexico het muralisme, een beweging die wereldwijd van grote invloed is geweest. Mexico was een door de revolutie verscheurd land en de regering streefde naar het creëren van een nieuwe samenleving. Kunstenaars mochten met overheidssubsidie muurschilderingen aanbrengen op publieke gebouwen en scholen in Mexico-Stad. Historisch gemarginaliseerde groepen, veelal analfabeet, kregen zo voor het eerst een plek in de Mexicaanse geschiedenis, wat moest bijdragen aan het verenigen van het land. 
In de jaren zeventig werd Chili het epicentrum van het muralismo. Dit had van doen met de politieke strijd rondom de staatsgreep van Pinochet. Het muurschilderen -waaronder graffiti- was in Latijns-Amerika lange tijd het belangrijkste communicatiemiddel voor opposanten en dissidenten om democratische waarden te onderstrepen. Alleen al de ongehoorzaamheid van het beschilderen of beschrijven van een muur was een symbool van verzet. In Europa is vooral de muurschilderkunst van Noord-Ierland bekend, waar de afbeeldingen bedoeld zijn (geweest) om terrein af te bakenen tussen katholieken en protestanten, met daarin veel historische referenties en verheerlijking van eigen helden.
Muurschilderingen en muurgedichten zijn al zo oud als de weg naar Rome. Eind twintigste eeuw verschijnen ze steeds veelvuldiger in het Nederlandse en Vlaamse straatbeeld. De kraakbeweging bediende zich er reeds van in de jaren zeventig en tachtig. In Leiden startte in 1992 het project "Gedichten en muren". Na de millenniumwisseling werden in Utrecht JanIsDeMan en de Verfdokter zeer actief met muurschilderingen. Een bekende Utrechtse muurschilderingenserie is Geef Utrechtse Meesters een gezicht van schilderscollectief De Strakke Hand.

## Bekende muurschilders
- Nils Westergard
- Banksy